# Canton d'Aix-en-Provence-2
Le canton d'Aix-en-Provence-2 est une circonscription électorale française du département des Bouches-du-Rhône créé par un décret du 27 février 2014 à l'occasion du redécoupage cantonal de 2014 et entrée en vigueur lors des élections départementales de 2015.

## Histoire
Un nouveau découpage territorial des Bouches-du-Rhône entre en vigueur à l'occasion des élections départementales de mars 2015, défini par le décret du 27 février 2014, en application des lois du 17 mai 2013 (loi organique 2013-402 et loi 2013-403). Les conseillers départementaux sont, à compter de ces élections, élus au scrutin majoritaire binominal mixte. Les électeurs de chaque canton élisent au Conseil départemental, nouvelle appellation du Conseil général, deux membres de sexe différent, qui se présentent en binôme de candidats. Les conseillers départementaux sont élus pour 6 ans au scrutin binominal majoritaire à deux tours, l'accès au second tour nécessitant 10 % des inscrits au 1er tour. En outre la totalité des conseillers départementaux est renouvelée. Ce nouveau mode de scrutin nécessite un redécoupage des cantons dont le nombre est divisé par deux avec arrondi à l'unité impaire supérieure si ce nombre n'est pas entier impair, assorti de conditions de seuils minimaux. Dans les Bouches-du-Rhône, le nombre de cantons passe ainsi de 57 à 29.
Le canton est entièrement inclus dans l'arrondissement d'Aix-en-Provence. Le bureau centralisateur est situé à Aix-en-Provence.

## Représentation
| Période élective | Période élective | Mandat | Mandat   | Identité           | Nuance | Nuance | Qualité |
| ---------------- | ---------------- | ------ | -------- | ------------------ | ------ | ------ | --- |
| 2015             | 2021             | 2015   | 2021     | Danièle Brunet     |        | UDI    | Adjointe de quartier à Aix-en-Provence jusqu'en 2020 Conseillère départementale déléguée                                           |
| 2015             | 2021             | 2015   | 2021     | Jean-Marc Perrin   |        | DVD    | Cadre de l'industrie, adjoint au maire d'Aix-en-Provence jusqu'en 2020 Conseiller départemental délégué Président du groupe LR-UDI |
| 2021             | 2028             | 2021   | en cours | Laurence Angeletti |        | LREM   | Infirmière libérale, conseillère municipale d'Aix-en-Provence                                                                      |
| 2021             | 2028             | 2021   | en cours | Jean-Marc Perrin   |        | DVD    | Conseiller sortant |

### Résultats détaillés

#### Élections de mars 2015
À l'issue du 1er tour des élections départementales de 2015, deux binômes sont en ballottage : Danièle Brunet et Jean-Marc Perrin (Union de la Droite, 31,69 %) et Olivier Raffard de Brienne et Catherine Rouvier (FN, 25,77 %). Le taux de participation est de 45,11 % (18 402 votants sur 40 794 inscrits) contre 48,55 % au niveau départemental et 50,17 % au niveau national.
Au second tour, Danièle Brunet et Jean-Marc Perrin (Union de la Droite) sont élus avec 68,91 % des suffrages exprimés et un taux de participation de 45,34 % (11 529 voix pour 18 495 votants et 40 794 inscrits).
Jean-Marc Perrin a quitté LR au moment des élections municipales de 2020.

#### Élections de juin 2021
Le premier tour des élections départementales de 2021 est marqué par un très faible taux de participation (33,26 % au niveau national). Dans le canton d'Aix-en-Provence-2, ce taux de participation est de 29,5 % (12 209 votants sur 41 387 inscrits) contre 32,44 % au niveau départemental. À l'issue de ce premier tour, deux binômes sont en ballottage : Laurence Angeletti et Jean-Marc Perrin (REM, 24,96 %) et Nathalie Chevillard et Yannick Decara (RN, 23,97 %).
Le second tour des élections est marqué une nouvelle fois par une abstention massive équivalente au premier tour. Les taux de participation sont de 34,3 % au niveau national, 35,52 % dans le département et 33,2 % dans le canton d'Aix-en-Provence-2. Laurence Angeletti et Jean-Marc Perrin (REM) sont élus avec 69,82 % des suffrages exprimés (8 925 voix pour 13 744 votants et 41 398 inscrits),,.

## Composition
Le nouveau canton d'Aix-en-Provence-2 comprend la partie de la commune d'Aix-en-Provence non incluse dans le canton d'Aix-en-Provence-1.
| Nom                                     | Code Insee | Intercommunalité                   | Superficie (km2) | Population (dernière pop. légale)                 | Densité (hab./km2) | Modifier                                    |
| --------------------------------------- | ---------- | ---------------------------------- | ---------------- | ------------------------------------------------- | ------------------ | ------------------------------------------- |
| Aix-en-Provence (bureau centralisateur) | 13001      | Métropole d'Aix-Marseille-Provence | 186,08           | Fraction : 74 711 (2022) Commune : 147 933 (2022) | 795                | modifier les données · modifier les données |
| Canton d'Aix-en-Provence-2              | 1302       |                                    |                  | 74 711 (2022)                                     |                    | modifier les données                        |

## Démographie
En 2022, le canton comptait 74 711 habitants, en évolution de +7,69 % par rapport à 2016 (Bouches-du-Rhône : +2,48 %, France hors Mayotte : +2,11 %).
| 2013   | 2018   | 2022   |
| ------ | ------ | ------ |
| 68 632 | 69 906 | 74 711 |